# Lista di asteroidi (451001-452000)
Di seguito una lista di asteroidi dal numero 451001 al 452000 con data di scoperta e scopritore.

## 451001-451100
| Nome     | Designazione provvisoria | Data di scoperta  | Scopritore        |
| -------- | ------------------------ | ----------------- | ----------------- |
| 451001 - | 2008 TK134               | 8 ottobre 2008    | Spacewatch        |
| 451002 - | 2008 TU188               | 10 ottobre 2008   | Mt. Lemmon Survey |
| 451003 - | 2008 UD1                 | 21 ottobre 2008   | Mt. Lemmon Survey |
| 451004 - | 2008 US25                | 9 settembre 2008  | Mt. Lemmon Survey |
| 451005 - | 2008 UN27                | 20 ottobre 2008   | Spacewatch        |
| 451006 - | 2008 UX46                | 20 ottobre 2008   | Spacewatch        |
| 451007 - | 2008 UE53                | 20 ottobre 2008   | Spacewatch        |
| 451008 - | 2008 UX55                | 21 ottobre 2008   | Spacewatch        |
| 451009 - | 2008 UA61                | 28 settembre 2008 | Mt. Lemmon Survey |
| 451010 - | 2008 UR76                | 21 ottobre 2008   | Spacewatch        |
| 451011 - | 2008 UO83                | 22 ottobre 2008   | Spacewatch        |
| 451012 - | 2008 UK98                | 26 ottobre 2008   | LINEAR            |
| 451013 - | 2008 UK131               | 23 ottobre 2008   | Spacewatch        |
| 451014 - | 2008 UG136               | 23 ottobre 2008   | Spacewatch        |
| 451015 - | 2008 UK179               | 24 ottobre 2008   | Spacewatch        |
| 451016 - | 2008 UN184               | 24 ottobre 2008   | Spacewatch        |
| 451017 - | 2008 UR228               | 25 ottobre 2008   | Spacewatch        |
| 451018 - | 2008 UP240               | 26 ottobre 2008   | Spacewatch        |
| 451019 - | 2008 UX268               | 28 ottobre 2008   | Spacewatch        |
| 451020 - | 2008 UY275               | 20 ottobre 2008   | Spacewatch        |
| 451021 - | 2008 UH365               | 24 ottobre 2008   | CSS               |
| 451022 - | 2008 VS33                | 2 novembre 2008   | Mt. Lemmon Survey |
| 451023 - | 2008 VN39                | 26 ottobre 2008   | Spacewatch        |
| 451024 - | 2008 VF54                | 6 novembre 2008   | Spacewatch        |
| 451025 - | 2008 WK20                | 17 novembre 2008  | Spacewatch        |
| 451026 - | 2008 WE33                | 6 novembre 2008   | CSS               |
| 451027 - | 2008 WF50                | 7 novembre 2008   | Mt. Lemmon Survey |
| 451028 - | 2008 WY70                | 18 novembre 2008  | Spacewatch        |
| 451029 - | 2008 WL76                | 20 novembre 2008  | Spacewatch        |
| 451030 - | 2008 WQ80                | 20 novembre 2008  | Spacewatch        |
| 451031 - | 2008 WH100               | 1º novembre 2008  | Mt. Lemmon Survey |
| 451032 - | 2008 WX104               | 25 settembre 2008 | Mt. Lemmon Survey |
| 451033 - | 2008 WF111               | 30 novembre 2008  | Spacewatch        |
| 451034 - | 2008 WO114               | 23 ottobre 2008   | Spacewatch        |
| 451035 - | 2008 WT116               | 30 novembre 2008  | Spacewatch        |
| 451036 - | 2008 WT133               | 18 novembre 2008  | CSS               |
| 451037 - | 2008 XN3                 | 2 dicembre 2008   | LINEAR            |
| 451038 - | 2008 XV29                | 1º dicembre 2008  | Spacewatch        |
| 451039 - | 2008 XO46                | 19 novembre 2008  | Spacewatch        |
| 451040 - | 2008 XM47                | 2 dicembre 2008   | Spacewatch        |
| 451041 - | 2008 XT54                | 4 dicembre 2008   | LINEAR            |
| 451042 - | 2008 YE                  | 21 novembre 2008  | Mt. Lemmon Survey |
| 451043 - | 2008 YB2                 | 19 dicembre 2008  | LINEAR            |
| 451044 - | 2008 YQ3                 | 29 settembre 2008 | Mt. Lemmon Survey |
| 451045 - | 2008 YV9                 | 24 novembre 2008  | Mt. Lemmon Survey |
| 451046 - | 2008 YR12                | 21 novembre 2008  | Spacewatch        |
| 451047 - | 2008 YR83                | 31 dicembre 2008  | Spacewatch        |
| 451048 - | 2008 YE88                | 21 dicembre 2008  | Spacewatch        |
| 451049 - | 2008 YO90                | 29 dicembre 2008  | Spacewatch        |
| 451050 - | 2008 YL93                | 21 dicembre 2008  | Spacewatch        |
| 451051 - | 2008 YP102               | 29 dicembre 2008  | Spacewatch        |
| 451052 - | 2008 YU104               | 24 novembre 2008  | Mt. Lemmon Survey |
| 451053 - | 2008 YZ107               | 21 novembre 2008  | Mt. Lemmon Survey |
| 451054 - | 2008 YO108               | 29 dicembre 2008  | Spacewatch        |
| 451055 - | 2008 YB112               | 31 dicembre 2008  | Spacewatch        |
| 451056 - | 2008 YW112               | 31 dicembre 2008  | Spacewatch        |
| 451057 - | 2008 YY116               | 21 novembre 2008  | Mt. Lemmon Survey |
| 451058 - | 2008 YS123               | 30 dicembre 2008  | Spacewatch        |
| 451059 - | 2008 YS133               | 30 dicembre 2008  | OAM               |
| 451060 - | 2008 YK151               | 22 dicembre 2008  | Spacewatch        |
| 451061 - | 2008 YM155               | 22 dicembre 2008  | Spacewatch        |
| 451062 - | 2008 YU157               | 30 dicembre 2008  | Mt. Lemmon Survey |
| 451063 - | 2008 YY162               | 22 dicembre 2008  | Mt. Lemmon Survey |
| 451064 - | 2008 YC166               | 22 dicembre 2008  | Mt. Lemmon Survey |
| 451065 - | 2009 AJ3                 | 9 ottobre 2004    | Spacewatch        |
| 451066 - | 2009 AU24                | 3 gennaio 2009    | Spacewatch        |
| 451067 - | 2009 AW24                | 22 dicembre 2008  | Spacewatch        |
| 451068 - | 2009 AR25                | 2 gennaio 2009    | Spacewatch        |
| 451069 - | 2009 AL33                | 15 gennaio 2009   | Spacewatch        |
| 451070 - | 2009 BZ17                | 16 gennaio 2009   | Spacewatch        |
| 451071 - | 2009 BN20                | 22 dicembre 2008  | Spacewatch        |
| 451072 - | 2009 BO26                | 31 dicembre 2008  | Mt. Lemmon Survey |
| 451073 - | 2009 BG30                | 29 dicembre 2008  | Spacewatch        |
| 451074 - | 2009 BV31                | 16 gennaio 2009   | Spacewatch        |
| 451075 - | 2009 BE35                | 16 gennaio 2009   | Spacewatch        |
| 451076 - | 2009 BG39                | 16 gennaio 2009   | Spacewatch        |
| 451077 - | 2009 BC63                | 20 gennaio 2009   | Spacewatch        |
| 451078 - | 2009 BT63                | 20 gennaio 2009   | Spacewatch        |
| 451079 - | 2009 BF70                | 25 gennaio 2009   | CSS               |
| 451080 - | 2009 BV84                | 25 gennaio 2009   | Spacewatch        |
| 451081 - | 2009 BO85                | 25 gennaio 2009   | Spacewatch        |
| 451082 - | 2009 BZ91                | 29 dicembre 2008  | Mt. Lemmon Survey |
| 451083 - | 2009 BR100               | 22 dicembre 2008  | Spacewatch        |
| 451084 - | 2009 BU106               | 28 gennaio 2009   | CSS               |
| 451085 - | 2009 BW115               | 31 dicembre 2008  | Spacewatch        |
| 451086 - | 2009 BP123               | 20 gennaio 2009   | Spacewatch        |
| 451087 - | 2009 BL126               | 29 gennaio 2009   | Spacewatch        |
| 451088 - | 2009 BQ142               | 30 gennaio 2009   | Spacewatch        |
| 451089 - | 2009 BV142               | 30 gennaio 2009   | Spacewatch        |
| 451090 - | 2009 BX176               | 9 dicembre 2004   | Spacewatch        |
| 451091 - | 2009 BH177               | 29 gennaio 2009   | Mt. Lemmon Survey |
| 451092 - | 2009 BC186               | 30 gennaio 2009   | CSS               |
| 451093 - | 2009 CA5                 | 29 dicembre 2008  | Spacewatch        |
| 451094 - | 2009 CL21                | 18 gennaio 2009   | Spacewatch        |
| 451095 - | 2009 CS22                | 1º febbraio 2009  | Spacewatch        |
| 451096 - | 2009 CR27                | 1º febbraio 2009  | Spacewatch        |
| 451097 - | 2009 CH35                | 2 ottobre 2000    | LINEAR            |
| 451098 - | 2009 CJ36                | 20 gennaio 2009   | Spacewatch        |
| 451099 - | 2009 CR47                | 14 febbraio 2009  | Spacewatch        |
| 451100 - | 2009 CU62                | 13 febbraio 2009  | Spacewatch        |

## 451101-451200
| Nome            | Designazione provvisoria | Data di scoperta  | Scopritore           |
| --------------- | ------------------------ | ----------------- | -------------------- |
| 451101 -        | 2009 DR16                | 17 gennaio 2009   | Spacewatch           |
| 451102 -        | 2009 DX51                | 15 gennaio 2009   | Spacewatch           |
| 451103 -        | 2009 DN63                | 31 gennaio 2009   | Spacewatch           |
| 451104 -        | 2009 DJ132               | 27 febbraio 2009  | Spacewatch           |
| 451105 -        | 2009 EH14                | 15 marzo 2009     | Spacewatch           |
| 451106 -        | 2009 EM15                | 17 gennaio 2005   | Spacewatch           |
| 451107 -        | 2009 EW22                | 3 marzo 2009      | Spacewatch           |
| 451108 -        | 2009 EV23                | 15 marzo 2009     | Spacewatch           |
| 451109 -        | 2009 FU9                 | 17 marzo 2009     | Spacewatch           |
| 451110 -        | 2009 FG24                | 20 marzo 2009     | OAM                  |
| 451111 -        | 2009 FG41                | 21 marzo 2009     | OAM                  |
| 451112 -        | 2009 FT41                | 26 marzo 2009     | Mt. Lemmon Survey    |
| 451113 -        | 2009 FA65                | 17 marzo 2009     | Spacewatch           |
| 451114 -        | 2009 FO69                | 17 marzo 2009     | Spacewatch           |
| 451115 -        | 2009 FL78                | 1º marzo 2009     | CSS                  |
| 451116 -        | 2009 GW5                 | 2 aprile 2009     | Spacewatch           |
| 451117 -        | 2009 HS25                | 17 marzo 2009     | Spacewatch           |
| 451118 -        | 2009 HA45                | 20 aprile 2009    | Spacewatch           |
| 451119 -        | 2009 HP82                | 22 aprile 2009    | OAM                  |
| 451120 -        | 2009 HU93                | 30 aprile 2009    | Spacewatch           |
| 451121 -        | 2009 HW102               | 17 aprile 2009    | Spacewatch           |
| 451122 -        | 2009 JE6                 | 29 aprile 2009    | Spacewatch           |
| 451123 -        | 2009 JZ10                | 14 maggio 2009    | Spacewatch           |
| 451124 -        | 2009 KC3                 | 23 maggio 2009    | Siding Spring Survey |
| 451125 -        | 2009 KB7                 | 25 maggio 2009    | Teamo, N.            |
| 451126 -        | 2009 KU13                | 25 maggio 2009    | Spacewatch           |
| 451127 -        | 2009 KK28                | 1º maggio 2009    | Mt. Lemmon Survey    |
| 451128 -        | 2009 LN5                 | 19 settembre 2001 | LINEAR               |
| 451129 -        | 2009 MU9                 | 23 giugno 2009    | Mt. Lemmon Survey    |
| 451130 -        | 2009 NB                  | 2 luglio 2009     | OAM                  |
| 451131 -        | 2009 OR18                | 28 luglio 2009    | Spacewatch           |
| 451132 -        | 2009 PR2                 | 27 luglio 2009    | CSS                  |
| 451133 -        | 2009 PW11                | 15 agosto 2009    | CSS                  |
| 451134 -        | 2009 QV2                 | 16 agosto 2009    | Spacewatch           |
| 451135 -        | 2009 QS28                | 23 agosto 2009    | BATTeRS              |
| 451136 -        | 2009 QH30                | 21 agosto 2009    | LINEAR               |
| 451137 -        | 2009 QJ31                | 20 agosto 2009    | OAM                  |
| 451138 Rizvanov | 2009 QC37                | 29 agosto 2009    | Kryachko, T. V.      |
| 451139 -        | 2009 QN37                | 15 agosto 2009    | Spacewatch           |
| 451140 -        | 2009 QP54                | 27 agosto 2009    | Spacewatch           |
| 451141 -        | 2009 QZ55                | 29 agosto 2009    | Spacewatch           |
| 451142 -        | 2009 QY58                | 31 agosto 2009    | Siding Spring Survey |
| 451143 -        | 2009 QB60                | 16 agosto 2009    | CSS                  |
| 451144 -        | 2009 QN61                | 26 agosto 2009    | LINEAR               |
| 451145 -        | 2009 QA63                | 28 agosto 2009    | Spacewatch           |
| 451146 -        | 2009 QZ63                | 17 agosto 2009    | CSS                  |
| 451147 -        | 2009 RR12                | 12 settembre 2009 | Spacewatch           |
| 451148 -        | 2009 RJ16                | 12 settembre 2009 | Spacewatch           |
| 451149 -        | 2009 RL17                | 12 settembre 2009 | Spacewatch           |
| 451150 -        | 2009 RK40                | 15 settembre 2009 | Spacewatch           |
| 451151 -        | 2009 SR10                | 16 settembre 2009 | Spacewatch           |
| 451152 -        | 2009 SC23                | 23 agosto 2004    | Spacewatch           |
| 451153 -        | 2009 SC27                | 16 settembre 2009 | Spacewatch           |
| 451154 -        | 2009 SZ30                | 16 settembre 2009 | Spacewatch           |
| 451155 -        | 2009 SS76                | 17 settembre 2009 | Spacewatch           |
| 451156 -        | 2009 SL85                | 27 agosto 2009    | Spacewatch           |
| 451157 -        | 2009 SQ104               | 26 settembre 2009 | Mt. Lemmon Survey    |
| 451158 -        | 2009 SD111               | 18 settembre 2009 | Spacewatch           |
| 451159 -        | 2009 SM114               | 18 settembre 2009 | Spacewatch           |
| 451160 -        | 2009 SU119               | 6 gennaio 2006    | CSS                  |
| 451161 -        | 2009 SM135               | 18 settembre 2009 | Spacewatch           |
| 451162 -        | 2009 SN138               | 18 settembre 2009 | Spacewatch           |
| 451163 -        | 2009 SX146               | 19 settembre 2009 | Spacewatch           |
| 451164 -        | 2009 SE154               | 20 settembre 2009 | Spacewatch           |
| 451165 -        | 2009 SX162               | 20 novembre 2004  | Spacewatch           |
| 451166 -        | 2009 SJ163               | 21 settembre 2009 | Mt. Lemmon Survey    |
| 451167 -        | 2009 SY182               | 21 settembre 2009 | Mt. Lemmon Survey    |
| 451168 -        | 2009 SP213               | 15 settembre 2009 | Spacewatch           |
| 451169 -        | 2009 SO215               | 24 settembre 2009 | Spacewatch           |
| 451170 -        | 2009 SD218               | 24 settembre 2009 | Spacewatch           |
| 451171 -        | 2009 SR235               | 17 settembre 2009 | Spacewatch           |
| 451172 -        | 2009 SY252               | 22 settembre 2009 | Spacewatch           |
| 451173 -        | 2009 SB258               | 21 settembre 2009 | Mt. Lemmon Survey    |
| 451174 -        | 2009 SL268               | 24 settembre 2009 | Spacewatch           |
| 451175 -        | 2009 SK269               | 12 settembre 2009 | Spacewatch           |
| 451176 -        | 2009 SK270               | 24 settembre 2009 | Mt. Lemmon Survey    |
| 451177 -        | 2009 SX277               | 25 settembre 2009 | Spacewatch           |
| 451178 -        | 2009 SD286               | 27 agosto 2009    | Spacewatch           |
| 451179 -        | 2009 SZ288               | 18 settembre 2009 | Spacewatch           |
| 451180 -        | 2009 ST290               | 25 settembre 2009 | Spacewatch           |
| 451181 -        | 2009 ST304               | 28 agosto 2009    | Spacewatch           |
| 451182 -        | 2009 SV307               | 16 agosto 2009    | Spacewatch           |
| 451183 -        | 2009 SB318               | 12 settembre 2009 | Spacewatch           |
| 451184 -        | 2009 SF322               | 18 agosto 2009    | Spacewatch           |
| 451185 -        | 2009 SG324               | 14 marzo 2007     | Mt. Lemmon Survey    |
| 451186 -        | 2009 SS327               | 26 settembre 2009 | Spacewatch           |
| 451187 -        | 2009 SV331               | 17 agosto 2009    | CSS                  |
| 451188 -        | 2009 SG332               | 21 settembre 2009 | CSS                  |
| 451189 -        | 2009 SU336               | 18 dicembre 2004  | Mt. Lemmon Survey    |
| 451190 -        | 2009 SC345               | 18 settembre 2009 | Spacewatch           |
| 451191 -        | 2009 SB347               | 14 marzo 2007     | Mt. Lemmon Survey    |
| 451192 -        | 2009 SY350               | 28 settembre 2009 | Mt. Lemmon Survey    |
| 451193 -        | 2009 ST357               | 27 settembre 2009 | Spacewatch           |
| 451194 -        | 2009 TQ4                 | 16 settembre 2003 | Spacewatch           |
| 451195 -        | 2009 TU17                | 15 ottobre 2009   | CSS                  |
| 451196 -        | 2009 TS23                | 17 agosto 2009    | Spacewatch           |
| 451197 -        | 2009 TS32                | 15 settembre 2009 | Spacewatch           |
| 451198 -        | 2009 UA7                 | 17 settembre 2009 | Spacewatch           |
| 451199 -        | 2009 UC8                 | 16 ottobre 2009   | Mt. Lemmon Survey    |
| 451200 -        | 2009 UB17                | 20 ottobre 2009   | Sachs, J.            |

## 451201-451300
| Nome     | Designazione provvisoria | Data di scoperta  | Scopritore        |
| -------- | ------------------------ | ----------------- | ----------------- |
| 451201 - | 2009 UJ24                | 18 ottobre 2009   | Mt. Lemmon Survey |
| 451202 - | 2009 UU108               | 23 ottobre 2009   | Spacewatch        |
| 451203 - | 2009 UL131               | 18 ottobre 2009   | CSS               |
| 451204 - | 2009 VR10                | 21 settembre 2009 | Mt. Lemmon Survey |
| 451205 - | 2009 VZ10                | 23 ottobre 2009   | Spacewatch        |
| 451206 - | 2009 VX11                | 8 novembre 2009   | Mt. Lemmon Survey |
| 451207 - | 2009 VV37                | 8 novembre 2009   | CSS               |
| 451208 - | 2009 VR66                | 9 novembre 2009   | Spacewatch        |
| 451209 - | 2009 VZ77                | 9 novembre 2009   | CSS               |
| 451210 - | 2009 VZ78                | 18 settembre 2009 | CSS               |
| 451211 - | 2009 VU79                | 10 novembre 2009  | CSS               |
| 451212 - | 2009 WB8                 | 30 settembre 2009 | Mt. Lemmon Survey |
| 451213 - | 2009 WB110               | 17 novembre 2009  | CSS               |
| 451214 - | 2009 WJ145               | 20 settembre 2009 | Mt. Lemmon Survey |
| 451215 - | 2009 WS197               | 25 novembre 2009  | Mt. Lemmon Survey |
| 451216 - | 2009 WU259               | 19 novembre 2009  | Mt. Lemmon Survey |
| 451217 - | 2009 XE11                | 10 dicembre 2009  | Mt. Lemmon Survey |
| 451218 - | 2009 XL23                | 27 novembre 2009  | Mt. Lemmon Survey |
| 451219 - | 2010 AB34                | 7 gennaio 2010    | Spacewatch        |
| 451220 - | 2010 AP88                | 29 settembre 2009 | Mt. Lemmon Survey |
| 451221 - | 2010 BT27                | 18 gennaio 2010   | WISE              |
| 451222 - | 2010 BE67                | 22 gennaio 2010   | WISE              |
| 451223 - | 2010 CT3                 | 1º novembre 2008  | Spacewatch        |
| 451224 - | 2010 CC42                | 23 settembre 2008 | Mt. Lemmon Survey |
| 451225 - | 2010 CF80                | 13 febbraio 2010  | Mt. Lemmon Survey |
| 451226 - | 2010 CS96                | 4 settembre 2008  | Spacewatch        |
| 451227 - | 2010 CG115               | 13 marzo 2007     | Mt. Lemmon Survey |
| 451228 - | 2010 CQ125               | 15 febbraio 2010  | Spacewatch        |
| 451229 - | 2010 CA179               | 15 febbraio 2010  | Mt. Lemmon Survey |
| 451230 - | 2010 CT214               | 3 febbraio 2010   | WISE              |
| 451231 - | 2010 CD249               | 12 marzo 2007     | Spacewatch        |
| 451232 - | 2010 DL8                 | 16 febbraio 2010  | Spacewatch        |
| 451233 - | 2010 EL33                | 4 marzo 2010      | Spacewatch        |
| 451234 - | 2010 EW41                | 1º novembre 2005  | Mt. Lemmon Survey |
| 451235 - | 2010 EX75                | 19 febbraio 2010  | Mt. Lemmon Survey |
| 451236 - | 2010 EM76                | 27 ottobre 2008   | Mt. Lemmon Survey |
| 451237 - | 2010 EO79                | 5 gennaio 2003    | Spacewatch        |
| 451238 - | 2010 EV108               | 14 marzo 2010     | Spacewatch        |
| 451239 - | 2010 FA13                | 12 gennaio 2010   | CSS               |
| 451240 - | 2010 FZ29                | 17 marzo 2010     | Spacewatch        |
| 451241 - | 2010 GL101               | 5 aprile 2010     | Spacewatch        |
| 451242 - | 2010 GO102               | 6 aprile 2010     | Mt. Lemmon Survey |
| 451243 - | 2010 GO107               | 16 marzo 2010     | Spacewatch        |
| 451244 - | 2010 GP108               | 8 aprile 2010     | Spacewatch        |
| 451245 - | 2010 GU111               | 9 aprile 2010     | Mt. Lemmon Survey |
| 451246 - | 2010 GK158               | 9 aprile 2010     | CSS               |
| 451247 - | 2010 HZ106               | 3 marzo 2006      | Mt. Lemmon Survey |
| 451248 - | 2010 JK30                | 3 maggio 2010     | Spacewatch        |
| 451249 - | 2010 JP36                | 10 febbraio 2002  | LINEAR            |
| 451250 - | 2010 JB79                | 11 maggio 2010    | Mt. Lemmon Survey |
| 451251 - | 2010 JN121               | 12 maggio 2010    | Mt. Lemmon Survey |
| 451252 - | 2010 JP154               | 5 maggio 2010     | Mt. Lemmon Survey |
| 451253 - | 2010 KD31                | 19 maggio 2010    | WISE              |
| 451254 - | 2010 KM74                | 25 maggio 2010    | WISE              |
| 451255 - | 2010 KW82                | 26 maggio 2010    | WISE              |
| 451256 - | 2010 LE47                | 8 giugno 2010     | WISE              |
| 451257 - | 2010 LR55                | 9 giugno 2010     | WISE              |
| 451258 - | 2010 LA84                | 11 giugno 2010    | WISE              |
| 451259 - | 2010 LX91                | 12 giugno 2010    | WISE              |
| 451260 - | 2010 LS112               | 13 giugno 2010    | Mt. Lemmon Survey |
| 451261 - | 2010 MR22                | 18 giugno 2010    | WISE              |
| 451262 - | 2010 NA14                | 2 luglio 2010     | WISE              |
| 451263 - | 2010 NZ16                | 3 luglio 2010     | WISE              |
| 451264 - | 2010 NK34                | 8 luglio 2010     | WISE              |
| 451265 - | 2010 NS86                | 15 settembre 1996 | Spacewatch        |
| 451266 - | 2010 NF118               | 29 agosto 2006    | LONEOS            |
| 451267 - | 2010 OP37                | 21 luglio 2010    | WISE              |
| 451268 - | 2010 OW102               | 28 luglio 2010    | WISE              |
| 451269 - | 2010 PS23                | 2 agosto 2010     | OAM               |
| 451270 - | 2010 PL65                | 10 agosto 2010    | Spacewatch        |
| 451271 - | 2010 RL3                 | 1º settembre 2010 | LINEAR            |
| 451272 - | 2010 RB9                 | 5 maggio 2002     | LINEAR            |
| 451273 - | 2010 RV43                | 28 agosto 2005    | Spacewatch        |
| 451274 - | 2010 RB47                | 9 febbraio 2008   | Mt. Lemmon Survey |
| 451275 - | 2010 RK61                | 6 settembre 2010  | Spacewatch        |
| 451276 - | 2010 RM69                | 27 agosto 2001    | Spacewatch        |
| 451277 - | 2010 RR70                | 9 settembre 2010  | Spacewatch        |
| 451278 - | 2010 RQ98                | 10 settembre 2010 | Spacewatch        |
| 451279 - | 2010 RA101               | 10 settembre 2010 | Spacewatch        |
| 451280 - | 2010 RQ102               | 10 settembre 2010 | Spacewatch        |
| 451281 - | 2010 RN105               | 17 ottobre 2001   | Spacewatch        |
| 451282 - | 2010 RU117               | 6 aprile 2008     | Spacewatch        |
| 451283 - | 2010 RO128               | 14 settembre 2010 | Spacewatch        |
| 451284 - | 2010 RS137               | 10 gennaio 2008   | Mt. Lemmon Survey |
| 451285 - | 2010 RZ141               | 2 settembre 2010  | Mt. Lemmon Survey |
| 451286 - | 2010 RL175               | 9 settembre 2010  | Spacewatch        |
| 451287 - | 2010 SM8                 | 23 agosto 2001    | Spacewatch        |
| 451288 - | 2010 SN34                | 30 settembre 2010 | Mt. Lemmon Survey |
| 451289 - | 2010 SS37                | 20 settembre 2001 | LINEAR            |
| 451290 - | 2010 TG8                 | 1º ottobre 2010   | Spacewatch        |
| 451291 - | 2010 TB11                | 11 luglio 2010    | WISE              |
| 451292 - | 2010 TC13                | 19 settembre 2010 | Spacewatch        |
| 451293 - | 2010 TF18                | 15 settembre 2010 | Mt. Lemmon Survey |
| 451294 - | 2010 TT29                | 30 agosto 2005    | Spacewatch        |
| 451295 - | 2010 TM33                | 2 ottobre 2010    | Spacewatch        |
| 451296 - | 2010 TO40                | 10 settembre 2010 | Spacewatch        |
| 451297 - | 2010 TK54                | 8 ottobre 2010    | Pan-STARRS 1      |
| 451298 - | 2010 TD113               | 29 agosto 2005    | Spacewatch        |
| 451299 - | 2010 TT113               | 30 agosto 2005    | Spacewatch        |
| 451300 - | 2010 TG117               | 3 aprile 2008     | Mt. Lemmon Survey |

## 451301-451400
| Nome     | Designazione provvisoria | Data di scoperta  | Scopritore           |
| -------- | ------------------------ | ----------------- | -------------------- |
| 451301 - | 2010 TD120               | 3 luglio 2005     | Mt. Lemmon Survey    |
| 451302 - | 2010 TT138               | 17 settembre 2010 | Mt. Lemmon Survey    |
| 451303 - | 2010 TW141               | 5 novembre 2005   | Spacewatch           |
| 451304 - | 2010 TL150               | 4 ottobre 2006    | Mt. Lemmon Survey    |
| 451305 - | 2010 TG154               | 18 settembre 2010 | Mt. Lemmon Survey    |
| 451306 - | 2010 TS160               | 18 settembre 2010 | Mt. Lemmon Survey    |
| 451307 - | 2010 TN173               | 29 agosto 2005    | Spacewatch           |
| 451308 - | 2010 TD178               | 16 settembre 2010 | Spacewatch           |
| 451309 - | 2010 TW184               | 17 settembre 2010 | Spacewatch           |
| 451310 - | 2010 UU2                 | 17 ottobre 2010   | Mt. Lemmon Survey    |
| 451311 - | 2010 UE11                | 28 ottobre 2010   | Spacewatch           |
| 451312 - | 2010 UF25                | 28 ottobre 2010   | Spacewatch           |
| 451313 - | 2010 UE50                | 31 ottobre 2010   | Mt. Lemmon Survey    |
| 451314 - | 2010 UW53                | 17 ottobre 2010   | Mt. Lemmon Survey    |
| 451315 - | 2010 UY53                | 17 ottobre 2010   | Mt. Lemmon Survey    |
| 451316 - | 2010 UZ67                | 10 ottobre 2010   | Spacewatch           |
| 451317 - | 2010 UD68                | 10 ottobre 2005   | Spacewatch           |
| 451318 - | 2010 UM93                | 13 ottobre 2010   | Mt. Lemmon Survey    |
| 451319 - | 2010 UN98                | 29 ottobre 2010   | Mt. Lemmon Survey    |
| 451320 - | 2010 VS48                | 21 luglio 2004    | Siding Spring Survey |
| 451321 - | 2010 VW48                | 30 aprile 2009    | Spacewatch           |
| 451322 - | 2010 VO51                | 29 ottobre 2010   | Mt. Lemmon Survey    |
| 451323 - | 2010 VC58                | 18 settembre 2010 | Mt. Lemmon Survey    |
| 451324 - | 2010 VL58                | 13 ottobre 2010   | Mt. Lemmon Survey    |
| 451325 - | 2010 VY59                | 4 novembre 2010   | Mt. Lemmon Survey    |
| 451326 - | 2010 VP60                | 7 agosto 2010     | WISE                 |
| 451327 - | 2010 VE62                | 22 novembre 2005  | Spacewatch           |
| 451328 - | 2010 VV81                | 3 novembre 2010   | Spacewatch           |
| 451329 - | 2010 VK88                | 29 ottobre 2010   | Spacewatch           |
| 451330 - | 2010 VP92                | 10 marzo 2008     | Mt. Lemmon Survey    |
| 451331 - | 2010 VH101               | 5 novembre 2010   | Spacewatch           |
| 451332 - | 2010 VT101               | 5 novembre 2010   | Spacewatch           |
| 451333 - | 2010 VY113               | 30 ottobre 2010   | Spacewatch           |
| 451334 - | 2010 VM114               | 13 marzo 2007     | Mt. Lemmon Survey    |
| 451335 - | 2010 VQ116               | 9 ottobre 2010    | Mt. Lemmon Survey    |
| 451336 - | 2010 VN119               | 8 novembre 2010   | Spacewatch           |
| 451337 - | 2010 VD132               | 28 ottobre 2005   | Mt. Lemmon Survey    |
| 451338 - | 2010 VY167               | 10 novembre 2010  | Mt. Lemmon Survey    |
| 451339 - | 2010 VB173               | 10 novembre 2010  | Mt. Lemmon Survey    |
| 451340 - | 2010 VK180               | 5 novembre 2010   | Spacewatch           |
| 451341 - | 2010 VR184               | 21 novembre 2005  | Spacewatch           |
| 451342 - | 2010 VT196               | 10 gennaio 2006   | Mt. Lemmon Survey    |
| 451343 - | 2010 VE207               | 13 ottobre 2010   | Mt. Lemmon Survey    |
| 451344 - | 2010 VS209               | 13 ottobre 2010   | Mt. Lemmon Survey    |
| 451345 - | 2010 VY210               | 26 settembre 2005 | Spacewatch           |
| 451346 - | 2010 VM213               | 12 novembre 2005  | Spacewatch           |
| 451347 - | 2010 VR218               | 29 ottobre 2005   | CSS                  |
| 451348 - | 2010 WQ4                 | 22 novembre 2005  | Spacewatch           |
| 451349 - | 2010 WF11                | 30 ottobre 2010   | Mt. Lemmon Survey    |
| 451350 - | 2010 WW20                | 11 novembre 2010  | Mt. Lemmon Survey    |
| 451351 - | 2010 WL23                | 1º novembre 2010  | Spacewatch           |
| 451352 - | 2010 WN43                | 11 novembre 2010  | Spacewatch           |
| 451353 - | 2010 WF47                | 27 novembre 2010  | Mt. Lemmon Survey    |
| 451354 - | 2010 WD48                | 2 novembre 2010   | Spacewatch           |
| 451355 - | 2010 WF51                | 13 ottobre 2010   | Mt. Lemmon Survey    |
| 451356 - | 2010 WR53                | 1º dicembre 2005  | Spacewatch           |
| 451357 - | 2010 WY53                | 14 novembre 2010  | Spacewatch           |
| 451358 - | 2010 WX66                | 29 ottobre 2010   | Spacewatch           |
| 451359 - | 2010 XJ7                 | 10 ottobre 2004   | Spacewatch           |
| 451360 - | 2010 XP10                | 4 dicembre 2010   | CSS                  |
| 451361 - | 2010 XK12                | 9 ottobre 2004    | Spacewatch           |
| 451362 - | 2010 XL12                | 23 gennaio 2006   | CSS                  |
| 451363 - | 2010 XN22                | 29 novembre 2005  | Spacewatch           |
| 451364 - | 2010 XX25                | 4 gennaio 2006    | Spacewatch           |
| 451365 - | 2010 XU35                | 30 novembre 2005  | Spacewatch           |
| 451366 - | 2010 XP39                | 4 settembre 2010  | Spacewatch           |
| 451367 - | 2010 XP76                | 3 dicembre 2010   | Mt. Lemmon Survey    |
| 451368 - | 2010 XA79                | 2 novembre 2010   | Spacewatch           |
| 451369 - | 2010 XG83                | 16 agosto 2004    | Siding Spring Survey |
| 451370 - | 2011 AK5                 | 8 gennaio 2011    | Mt. Lemmon Survey    |
| 451371 - | 2011 AX19                | 14 ottobre 2010   | Mt. Lemmon Survey    |
| 451372 - | 2011 AQ21                | 15 settembre 2009 | Spacewatch           |
| 451373 - | 2011 AS34                | 15 dicembre 2004  | LINEAR               |
| 451374 - | 2011 AJ35                | 9 dicembre 2010   | Mt. Lemmon Survey    |
| 451375 - | 2011 AH60                | 16 settembre 2009 | Mt. Lemmon Survey    |
| 451376 - | 2011 AS63                | 27 settembre 2009 | Spacewatch           |
| 451377 - | 2011 AL74                | 2 dicembre 2004   | Spacewatch           |
| 451378 - | 2011 AM79                | 12 dicembre 2004  | Spacewatch           |
| 451379 - | 2011 BG                  | 3 dicembre 2010   | Mt. Lemmon Survey    |
| 451380 - | 2011 BR2                 | 15 novembre 2010  | Mt. Lemmon Survey    |
| 451381 - | 2011 BE15                | 16 settembre 2003 | Spacewatch           |
| 451382 - | 2011 BJ15                | 25 gennaio 2011   | CSS                  |
| 451383 - | 2011 BA25                | 5 dicembre 2010   | Mt. Lemmon Survey    |
| 451384 - | 2011 BA53                | 7 settembre 2008  | Mt. Lemmon Survey    |
| 451385 - | 2011 BY57                | 11 febbraio 2010  | WISE                 |
| 451386 - | 2011 BY63                | 10 gennaio 2011   | Mt. Lemmon Survey    |
| 451387 - | 2011 CQ8                 | 29 luglio 2009    | Spacewatch           |
| 451388 - | 2011 CG10                | 23 marzo 2006     | Mt. Lemmon Survey    |
| 451389 - | 2011 CT40                | 14 gennaio 2010   | WISE                 |
| 451390 - | 2011 CQ60                | 16 settembre 2009 | Spacewatch           |
| 451391 - | 2011 CR66                | 13 gennaio 2011   | Spacewatch           |
| 451392 - | 2011 CJ75                | 26 ottobre 2009   | Mt. Lemmon Survey    |
| 451393 - | 2011 DQ10                | 13 gennaio 2010   | WISE                 |
| 451394 - | 2011 DD11                | 10 febbraio 2011  | Mt. Lemmon Survey    |
| 451395 - | 2011 DF31                | 2 gennaio 2011    | Mt. Lemmon Survey    |
| 451396 - | 2011 ED18                | 22 febbraio 2011  | Spacewatch           |
| 451397 - | 2011 EZ78                | 15 marzo 2011     | Mt. Lemmon Survey    |
| 451398 - | 2011 FV8                 | 4 marzo 2011      | Mt. Lemmon Survey    |
| 451399 - | 2011 FA12                | 2 marzo 2005      | LINEAR               |
| 451400 - | 2011 HD73                | 31 ottobre 1999   | Spacewatch           |

## 451401-451500
| Nome     | Designazione provvisoria | Data di scoperta  | Scopritore           |
| -------- | ------------------------ | ----------------- | -------------------- |
| 451401 - | 2011 KT12                | 27 aprile 2011    | CSS                  |
| 451402 - | 2011 KL18                | 7 gennaio 2010    | Mt. Lemmon Survey    |
| 451403 - | 2011 MG3                 | 26 giugno 2011    | Mt. Lemmon Survey    |
| 451404 - | 2011 NJ1                 | 10 ottobre 2008   | Mt. Lemmon Survey    |
| 451405 - | 2011 OA9                 | 29 ottobre 2008   | Spacewatch           |
| 451406 - | 2011 OG13                | 4 novembre 2004   | Spacewatch           |
| 451407 - | 2011 OZ16                | 20 gennaio 2006   | Spacewatch           |
| 451408 - | 2011 OF20                | 28 maggio 2011    | Mt. Lemmon Survey    |
| 451409 - | 2011 OF24                | 28 luglio 2011    | Siding Spring Survey |
| 451410 - | 2011 PP11                | 12 giugno 2011    | Mt. Lemmon Survey    |
| 451411 - | 2011 QK27                | 24 settembre 2000 | LONEOS               |
| 451412 - | 2011 QS28                | 11 marzo 2007     | CSS                  |
| 451413 - | 2011 QZ31                | 24 settembre 2000 | LONEOS               |
| 451414 - | 2011 QR46                | 28 maggio 2011    | Mt. Lemmon Survey    |
| 451415 - | 2011 QY46                | 17 giugno 2007    | Spacewatch           |
| 451416 - | 2011 QR53                | 8 ottobre 2008    | Mt. Lemmon Survey    |
| 451417 - | 2011 QY53                | 29 novembre 2005  | Spacewatch           |
| 451418 - | 2011 QN56                | 8 ottobre 2004    | Spacewatch           |
| 451419 - | 2011 QU68                | 13 dicembre 2004  | Spacewatch           |
| 451420 - | 2011 QM73                | 8 ottobre 2004    | Spacewatch           |
| 451421 - | 2011 QK74                | 23 agosto 2007    | Spacewatch           |
| 451422 - | 2011 QV77                | 28 settembre 2000 | Spacewatch           |
| 451423 - | 2011 QL85                | 29 dicembre 2008  | Mt. Lemmon Survey    |
| 451424 - | 2011 RH4                 | 7 settembre 2011  | Spacewatch           |
| 451425 - | 2011 RS4                 | 22 agosto 2007    | LONEOS               |
| 451426 - | 2011 RM5                 | 23 ottobre 2008   | Spacewatch           |
| 451427 - | 2011 RN6                 | 13 marzo 2010     | Mt. Lemmon Survey    |
| 451428 - | 2011 RH9                 | 9 ottobre 1993    | Spacewatch           |
| 451429 - | 2011 RL16                | 25 gennaio 2009   | Spacewatch           |
| 451430 - | 2011 SK2                 | 5 febbraio 2009   | Spacewatch           |
| 451431 - | 2011 SA3                 | 26 gennaio 2006   | Spacewatch           |
| 451432 - | 2011 SV3                 | 27 settembre 2000 | LINEAR               |
| 451433 - | 2011 SK11                | 17 ottobre 2007   | Mt. Lemmon Survey    |
| 451434 - | 2011 SL30                | 31 gennaio 2006   | Spacewatch           |
| 451435 - | 2011 SW33                | 2 febbraio 2009   | Mt. Lemmon Survey    |
| 451436 - | 2011 SU39                | 21 settembre 2011 | Spacewatch           |
| 451437 - | 2011 SD52                | 9 settembre 2011  | Spacewatch           |
| 451438 - | 2011 SA80                | 12 febbraio 2002  | Spacewatch           |
| 451439 - | 2011 SZ90                | 22 settembre 2011 | Spacewatch           |
| 451440 - | 2011 SY102               | 20 settembre 2011 | CSS                  |
| 451441 - | 2011 SL103               | 8 settembre 2011  | Spacewatch           |
| 451442 - | 2011 SM105               | 23 settembre 2011 | Spacewatch           |
| 451443 - | 2011 SL128               | 8 settembre 2007  | Mt. Lemmon Survey    |
| 451444 - | 2011 SO129               | 25 febbraio 2006  | Spacewatch           |
| 451445 - | 2011 SV134               | 18 settembre 2011 | Mt. Lemmon Survey    |
| 451446 - | 2011 SO139               | 4 ottobre 2007    | Mt. Lemmon Survey    |
| 451447 - | 2011 SD169               | 19 ottobre 2003   | Spacewatch           |
| 451448 - | 2011 SL175               | 20 dicembre 2004  | Mt. Lemmon Survey    |
| 451449 - | 2011 SP175               | 4 febbraio 2005   | Spacewatch           |
| 451450 - | 2011 SF204               | 3 marzo 2009      | Spacewatch           |
| 451451 - | 2011 SH205               | 15 gennaio 2005   | Spacewatch           |
| 451452 - | 2011 SN208               | 2 marzo 2009      | Mt. Lemmon Survey    |
| 451453 - | 2011 SN218               | 7 novembre 2007   | CSS                  |
| 451454 - | 2011 SO232               | 19 gennaio 2009   | Mt. Lemmon Survey    |
| 451455 - | 2011 SV242               | 11 agosto 2007    | LONEOS               |
| 451456 - | 2011 SS247               | 24 marzo 2006     | Spacewatch           |
| 451457 - | 2011 SC255               | 9 dicembre 2004   | Spacewatch           |
| 451458 - | 2011 SD263               | 4 dicembre 2008   | Mt. Lemmon Survey    |
| 451459 - | 2011 TW7                 | 13 settembre 2007 | CSS                  |
| 451460 - | 2011 TS10                | 11 dicembre 2004  | Spacewatch           |
| 451461 - | 2011 UU7                 | 18 ottobre 2011   | Mt. Lemmon Survey    |
| 451462 - | 2011 UE8                 | 14 novembre 2007  | Spacewatch           |
| 451463 - | 2011 UF8                 | 15 ottobre 2007   | Spacewatch           |
| 451464 - | 2011 UA16                | 14 ottobre 1999   | Spacewatch           |
| 451465 - | 2011 UK16                | 20 febbraio 2009  | Spacewatch           |
| 451466 - | 2011 UM22                | 2 settembre 2007  | Mt. Lemmon Survey    |
| 451467 - | 2011 UR24                | 24 agosto 2007    | Spacewatch           |
| 451468 - | 2011 UA25                | 28 settembre 2011 | Mt. Lemmon Survey    |
| 451469 - | 2011 UV27                | 1º novembre 2000  | LINEAR               |
| 451470 - | 2011 UB32                | 18 febbraio 2004  | Spacewatch           |
| 451471 - | 2011 UP38                | 17 novembre 2007  | Spacewatch           |
| 451472 - | 2011 UB46                | 13 settembre 2007 | Mt. Lemmon Survey    |
| 451473 - | 2011 UA49                | 18 ottobre 2011   | Spacewatch           |
| 451474 - | 2011 UO50                | 14 settembre 2007 | Mt. Lemmon Survey    |
| 451475 - | 2011 UL51                | 20 aprile 2009    | Spacewatch           |
| 451476 - | 2011 UU52                | 5 novembre 2007   | Spacewatch           |
| 451477 - | 2011 UC56                | 16 ottobre 2007   | Mt. Lemmon Survey    |
| 451478 - | 2011 UF56                | 16 ottobre 2007   | Mt. Lemmon Survey    |
| 451479 - | 2011 UK65                | 2 febbraio 2009   | CSS                  |
| 451480 - | 2011 UX66                | 19 gennaio 2005   | Spacewatch           |
| 451481 - | 2011 UP77                | 19 ottobre 2011   | Spacewatch           |
| 451482 - | 2011 UN88                | 21 ottobre 2011   | Mt. Lemmon Survey    |
| 451483 - | 2011 UM89                | 10 aprile 2005    | Spacewatch           |
| 451484 - | 2011 UP103               | 20 ottobre 2011   | Spacewatch           |
| 451485 - | 2011 UQ103               | 11 febbraio 2004  | Spacewatch           |
| 451486 - | 2011 UK142               | 3 novembre 2007   | Spacewatch           |
| 451487 - | 2011 UA155               | 14 agosto 2007    | Siding Spring Survey |
| 451488 - | 2011 UB176               | 20 ottobre 2011   | Mt. Lemmon Survey    |
| 451489 - | 2011 UJ178               | 16 aprile 2010    | WISE                 |
| 451490 - | 2011 UW182               | 10 aprile 2005    | Mt. Lemmon Survey    |
| 451491 - | 2011 US186               | 8 novembre 2007   | Spacewatch           |
| 451492 - | 2011 UP187               | 18 dicembre 2003  | Spacewatch           |
| 451493 - | 2011 UC198               | 30 dicembre 2000  | LINEAR               |
| 451494 - | 2011 UQ198               | 24 settembre 2011 | Mt. Lemmon Survey    |
| 451495 - | 2011 UY198               | 13 novembre 2007  | Spacewatch           |
| 451496 - | 2011 UL209               | 11 settembre 2007 | Spacewatch           |
| 451497 - | 2011 UN234               | 10 settembre 2007 | Spacewatch           |
| 451498 - | 2011 UL239               | 8 ottobre 2007    | CSS                  |
| 451499 - | 2011 UP242               | 24 settembre 2011 | Mt. Lemmon Survey    |
| 451500 - | 2011 UA248               | 13 novembre 2007  | Spacewatch           |

## 451501-451600
| Nome     | Designazione provvisoria | Data di scoperta  | Scopritore             |
| -------- | ------------------------ | ----------------- | ---------------------- |
| 451501 - | 2011 UP252               | 4 novembre 2007   | Spacewatch             |
| 451502 - | 2011 UM258               | 17 ottobre 2007   | Mt. Lemmon Survey      |
| 451503 - | 2011 UH262               | 9 novembre 2007   | Spacewatch             |
| 451504 - | 2011 UZ262               | 23 maggio 2010    | WISE                   |
| 451505 - | 2011 UX273               | 14 settembre 2007 | Mt. Lemmon Survey      |
| 451506 - | 2011 UW305               | 4 ottobre 2007    | Mt. Lemmon Survey      |
| 451507 - | 2011 UM312               | 22 settembre 2011 | Mt. Lemmon Survey      |
| 451508 - | 2011 UD316               | 5 novembre 2007   | Mt. Lemmon Survey      |
| 451509 - | 2011 UQ317               | 16 dicembre 2007  | CSS                    |
| 451510 - | 2011 UE331               | 11 dicembre 1998  | Spacewatch             |
| 451511 - | 2011 UC339               | 14 settembre 2007 | Spacewatch             |
| 451512 - | 2011 UD340               | 10 settembre 2004 | Spacewatch             |
| 451513 - | 2011 UA345               | 5 ottobre 2007    | Spacewatch             |
| 451514 - | 2011 UZ349               | 13 giugno 2010    | WISE                   |
| 451515 - | 2011 UY361               | 18 novembre 2007  | Mt. Lemmon Survey      |
| 451516 - | 2011 UA367               | 14 settembre 2007 | Spacewatch             |
| 451517 - | 2011 UP385               | 27 settembre 2011 | Mt. Lemmon Survey      |
| 451518 - | 2011 UE386               | 29 ottobre 1998   | Spacewatch             |
| 451519 - | 2011 UK392               | 20 novembre 2007  | Mt. Lemmon Survey      |
| 451520 - | 2011 UW396               | 23 novembre 2003  | LINEAR                 |
| 451521 - | 2011 UZ398               | 16 ottobre 2007   | CSS                    |
| 451522 - | 2011 VC6                 | 17 ottobre 2007   | Mt. Lemmon Survey      |
| 451523 - | 2011 VG7                 | 14 novembre 2007  | Spacewatch             |
| 451524 - | 2011 VA16                | 3 novembre 2011   | Spacewatch             |
| 451525 - | 2011 WV3                 | 12 giugno 2010    | WISE                   |
| 451526 - | 2011 WH6                 | 20 gennaio 2009   | Spacewatch             |
| 451527 - | 2011 WM11                | 16 novembre 2011  | Mt. Lemmon Survey      |
| 451528 - | 2011 WN11                | 2 marzo 2009      | Mt. Lemmon Survey      |
| 451529 - | 2011 WJ20                | 13 ottobre 2006   | Spacewatch             |
| 451530 - | 2011 WZ30                | 2 novembre 2011   | Spacewatch             |
| 451531 - | 2011 WM34                | 27 ottobre 2011   | Mt. Lemmon Survey      |
| 451532 - | 2011 WU34                | 22 ottobre 2011   | Spacewatch             |
| 451533 - | 2011 WY34                | 30 aprile 2009    | CSS                    |
| 451534 - | 2011 WO35                | 22 novembre 2011  | PMO NEO Survey Program |
| 451535 - | 2011 WW40                | 17 novembre 2007  | Mt. Lemmon Survey      |
| 451536 - | 2011 WX49                | 9 ottobre 2007    | Mt. Lemmon Survey      |
| 451537 - | 2011 WJ52                | 23 novembre 2011  | Mt. Lemmon Survey      |
| 451538 - | 2011 WJ63                | 16 novembre 2011  | Mt. Lemmon Survey      |
| 451539 - | 2011 WE70                | 8 novembre 2007   | Mt. Lemmon Survey      |
| 451540 - | 2011 WP73                | 5 dicembre 2007   | Spacewatch             |
| 451541 - | 2011 WF84                | 21 dicembre 2003  | Spacewatch             |
| 451542 - | 2011 WU90                | 28 agosto 2006    | Siding Spring Survey   |
| 451543 - | 2011 WY96                | 19 agosto 2006    | LONEOS                 |
| 451544 - | 2011 WV107               | 18 novembre 2011  | Spacewatch             |
| 451545 - | 2011 WG112               | 28 ottobre 2011   | Spacewatch             |
| 451546 - | 2011 WJ112               | 24 ottobre 2011   | Spacewatch             |
| 451547 - | 2011 WQ114               | 27 dicembre 2003  | LINEAR                 |
| 451548 - | 2011 WE116               | 11 novembre 2007  | Mt. Lemmon Survey      |
| 451549 - | 2011 WH118               | 17 dicembre 2007  | Mt. Lemmon Survey      |
| 451550 - | 2011 WV122               | 5 novembre 2007   | Spacewatch             |
| 451551 - | 2011 WF124               | 28 ottobre 2011   | Mt. Lemmon Survey      |
| 451552 - | 2011 WU125               | 24 novembre 2003  | Spacewatch             |
| 451553 - | 2011 WV130               | 16 novembre 2011  | Spacewatch             |
| 451554 - | 2011 WJ135               | 30 maggio 2009    | Mt. Lemmon Survey      |
| 451555 - | 2011 WK135               | 30 dicembre 2007  | Spacewatch             |
| 451556 - | 2011 WR135               | 21 gennaio 1996   | Spacewatch             |
| 451557 - | 2011 WW140               | 18 novembre 2011  | Mt. Lemmon Survey      |
| 451558 - | 2011 YK1                 | 6 novembre 2007   | Mt. Lemmon Survey      |
| 451559 - | 2011 YW7                 | 12 gennaio 2008   | Mt. Lemmon Survey      |
| 451560 - | 2011 YJ17                | 26 novembre 1998  | Spacewatch             |
| 451561 - | 2011 YT27                | 17 settembre 2010 | Mt. Lemmon Survey      |
| 451562 - | 2011 YM32                | 8 febbraio 2008   | Mt. Lemmon Survey      |
| 451563 - | 2011 YB45                | 27 settembre 2006 | CSS                    |
| 451564 - | 2011 YT50                | 2 novembre 2007   | Spacewatch             |
| 451565 - | 2011 YD53                | 27 novembre 2011  | Mt. Lemmon Survey      |
| 451566 - | 2011 YJ68                | 31 dicembre 2011  | Spacewatch             |
| 451567 - | 2011 YR68                | 3 settembre 2010  | LINEAR                 |
| 451568 - | 2011 YM69                | 20 gennaio 2008   | Mt. Lemmon Survey      |
| 451569 - | 2011 YJ74                | 24 gennaio 2004   | LINEAR                 |
| 451570 - | 2011 YZ76                | 28 novembre 2005  | Spacewatch             |
| 451571 - | 2011 YG77                | 18 novembre 2011  | Mt. Lemmon Survey      |
| 451572 - | 2011 YC78                | 21 dicembre 2003  | Spacewatch             |
| 451573 - | 2011 YS78                | 16 novembre 2006  | CSS                    |
| 451574 - | 2012 AU                  | 3 dicembre 2003   | LONEOS                 |
| 451575 - | 2012 AC2                 | 28 giugno 2010    | WISE                   |
| 451576 - | 2012 AU5                 | 27 dicembre 2011  | Spacewatch             |
| 451577 - | 2012 AR13                | 25 settembre 2006 | Mt. Lemmon Survey      |
| 451578 - | 2012 AE14                | 23 marzo 2007     | Siding Spring Survey   |
| 451579 - | 2012 AV20                | 10 febbraio 2008  | CSS                    |
| 451580 - | 2012 AC21                | 27 novembre 1998  | Spacewatch             |
| 451581 - | 2012 BH2                 | 22 ottobre 2006   | Spacewatch             |
| 451582 - | 2012 BQ4                 | 18 gennaio 2012   | Spacewatch             |
| 451583 - | 2012 BE9                 | 7 gennaio 2003    | LINEAR                 |
| 451584 - | 2012 BW10                | 28 dicembre 2011  | Mt. Lemmon Survey      |
| 451585 - | 2012 BD29                | 18 novembre 2006  | Spacewatch             |
| 451586 - | 2012 BM30                | 27 marzo 2008     | Mt. Lemmon Survey      |
| 451587 - | 2012 BF43                | 21 ottobre 2006   | Mt. Lemmon Survey      |
| 451588 - | 2012 BO58                | 8 giugno 2005     | Spacewatch             |
| 451589 - | 2012 BM59                | 30 settembre 2006 | CSS                    |
| 451590 - | 2012 BC67                | 2 gennaio 2012    | Mt. Lemmon Survey      |
| 451591 - | 2012 BY71                | 17 febbraio 2007  | Mt. Lemmon Survey      |
| 451592 - | 2012 BJ78                | 3 settembre 2010  | Mt. Lemmon Survey      |
| 451593 - | 2012 BQ98                | 23 agosto 2001    | Spacewatch             |
| 451594 - | 2012 BV119               | 18 gennaio 2012   | Spacewatch             |
| 451595 - | 2012 BQ132               | 11 novembre 2006  | Spacewatch             |
| 451596 - | 2012 BF140               | 31 gennaio 2012   | Mt. Lemmon Survey      |
| 451597 - | 2012 CP9                 | 1º febbraio 2012  | Spacewatch             |
| 451598 - | 2012 CF21                | 15 settembre 2006 | Spacewatch             |
| 451599 - | 2012 CS36                | 19 gennaio 2012   | Spacewatch             |
| 451600 - | 2012 CC37                | 10 marzo 2007     | Spacewatch             |

## 451601-451700
| Nome     | Designazione provvisoria | Data di scoperta  | Scopritore        |
| -------- | ------------------------ | ----------------- | ----------------- |
| 451601 - | 2012 CD47                | 19 settembre 2009 | Spacewatch        |
| 451602 - | 2012 CC57                | 11 ottobre 2010   | Mt. Lemmon Survey |
| 451603 - | 2012 DQ2                 | 10 ottobre 2004   | Spacewatch        |
| 451604 - | 2012 DM10                | 30 gennaio 2012   | Spacewatch        |
| 451605 - | 2012 DN12                | 30 gennaio 2012   | Spacewatch        |
| 451606 - | 2012 DR13                | 21 febbraio 2012  | Mt. Lemmon Survey |
| 451607 - | 2012 DY14                | 22 aprile 2007    | CSS               |
| 451608 - | 2012 DH17                | 26 aprile 2008    | Spacewatch        |
| 451609 - | 2012 DG18                | 18 gennaio 2012   | Spacewatch        |
| 451610 - | 2012 DW24                | 15 settembre 2009 | Spacewatch        |
| 451611 - | 2012 DV39                | 16 marzo 2007     | Spacewatch        |
| 451612 - | 2012 DJ51                | 28 dicembre 2005  | Spacewatch        |
| 451613 - | 2012 DM57                | 25 febbraio 2012  | Mt. Lemmon Survey |
| 451614 - | 2012 DH77                | 21 febbraio 2012  | Spacewatch        |
| 451615 - | 2012 DX84                | 15 settembre 2004 | Spacewatch        |
| 451616 - | 2012 DR88                | 23 febbraio 2012  | Mt. Lemmon Survey |
| 451617 - | 2012 DK96                | 11 marzo 2007     | Mt. Lemmon Survey |
| 451618 - | 2012 EQ5                 | 27 gennaio 2012   | Mt. Lemmon Survey |
| 451619 - | 2012 FQ14                | 17 novembre 2009  | Mt. Lemmon Survey |
| 451620 - | 2012 FR21                | 22 febbraio 2012  | Spacewatch        |
| 451621 - | 2012 FA33                | 16 ottobre 2009   | Mt. Lemmon Survey |
| 451622 - | 2012 FJ45                | 27 settembre 2009 | Spacewatch        |
| 451623 - | 2012 FW58                | 16 marzo 2012     | Mt. Lemmon Survey |
| 451624 - | 2012 FY67                | 18 settembre 2009 | Spacewatch        |
| 451625 - | 2012 FR68                | 10 ottobre 2004   | Spacewatch        |
| 451626 - | 2012 FN69                | 26 marzo 2007     | Spacewatch        |
| 451627 - | 2012 FV78                | 8 giugno 2007     | Spacewatch        |
| 451628 - | 2012 FX79                | 7 ottobre 2004    | Spacewatch        |
| 451629 - | 2012 GH8                 | 15 ottobre 2009   | Mt. Lemmon Survey |
| 451630 - | 2012 GR12                | 3 dicembre 2010   | CSS               |
| 451631 - | 2012 GL13                | 16 ottobre 2009   | Mt. Lemmon Survey |
| 451632 - | 2012 GB21                | 22 settembre 2009 | Spacewatch        |
| 451633 - | 2012 GR26                | 14 marzo 2012     | Spacewatch        |
| 451634 - | 2012 GR27                | 20 febbraio 2001  | LINEAR            |
| 451635 - | 2012 GD29                | 14 ottobre 2009   | Mt. Lemmon Survey |
| 451636 - | 2012 HP18                | 27 febbraio 2006  | Spacewatch        |
| 451637 - | 2012 HW34                | 25 settembre 2009 | Spacewatch        |
| 451638 - | 2012 HF56                | 26 gennaio 2006   | Spacewatch        |
| 451639 - | 2012 HR63                | 8 dicembre 2004   | LINEAR            |
| 451640 - | 2012 HT64                | 11 novembre 2004  | Spacewatch        |
| 451641 - | 2012 HX71                | 27 gennaio 2006   | Mt. Lemmon Survey |
| 451642 - | 2012 HO82                | 25 aprile 2003    | Spacewatch        |
| 451643 - | 2012 HA83                | 9 marzo 2006      | CSS               |
| 451644 - | 2012 JJ16                | 20 gennaio 2010   | WISE              |
| 451645 - | 2012 JE25                | 24 marzo 2001     | LONEOS            |
| 451646 - | 2012 JX60                | 17 novembre 2010  | Mt. Lemmon Survey |
| 451647 - | 2012 JA66                | 26 novembre 2009  | Mt. Lemmon Survey |
| 451648 - | 2012 KA37                | 24 dicembre 2005  | Spacewatch        |
| 451649 - | 2012 PW18                | 8 gennaio 2006    | Mt. Lemmon Survey |
| 451650 - | 2012 SE16                | 9 novembre 2009   | Spacewatch        |
| 451651 - | 2012 SU30                | 16 settembre 2012 | CSS               |
| 451652 - | 2012 TG129               | 15 settembre 2012 | Spacewatch        |
| 451653 - | 2012 UO57                | 8 ottobre 2012    | Spacewatch        |
| 451654 - | 2012 UN151               | 23 settembre 2012 | Mt. Lemmon Survey |
| 451655 - | 2012 VY75                | 13 novembre 2012  | Mt. Lemmon Survey |
| 451656 - | 2012 WF29                | 29 marzo 2011     | Spacewatch        |
| 451657 - | 2012 WD36                | 19 novembre 2012  | DECam             |
| 451658 - | 2012 XT67                | 12 marzo 2010     | Spacewatch        |
| 451659 - | 2012 XG105               | 5 gennaio 2002    | Spacewatch        |
| 451660 - | 2012 XS151               | 25 gennaio 2006   | Spacewatch        |
| 451661 - | 2012 XM152               | 21 settembre 2008 | Spacewatch        |
| 451662 - | 2013 AH9                 | 24 settembre 2011 | Mt. Lemmon Survey |
| 451663 - | 2013 AU12                | 21 ottobre 2008   | Spacewatch        |
| 451664 - | 2013 AV31                | 8 gennaio 2006    | Mt. Lemmon Survey |
| 451665 - | 2013 AV38                | 10 novembre 2005  | Spacewatch        |
| 451666 - | 2013 AS58                | 26 dicembre 2005  | Spacewatch        |
| 451667 - | 2013 AA59                | 2 dicembre 2008   | Spacewatch        |
| 451668 - | 2013 AW70                | 23 settembre 2008 | Mt. Lemmon Survey |
| 451669 - | 2013 AR80                | 13 novembre 2012  | Mt. Lemmon Survey |
| 451670 - | 2013 AE89                | 3 settembre 2008  | Spacewatch        |
| 451671 - | 2013 AT89                | 10 ottobre 2008   | Mt. Lemmon Survey |
| 451672 - | 2013 AG99                | 20 gennaio 2009   | CSS               |
| 451673 - | 2013 AE100               | 24 agosto 2007    | Spacewatch        |
| 451674 - | 2013 AQ104               | 2 dicembre 2005   | Mt. Lemmon Survey |
| 451675 - | 2013 AZ106               | 25 ottobre 2008   | Spacewatch        |
| 451676 - | 2013 AC116               | 13 marzo 2010     | Mt. Lemmon Survey |
| 451677 - | 2013 AO126               | 6 febbraio 2010   | Spacewatch        |
| 451678 - | 2013 AT136               | 7 febbraio 2006   | Spacewatch        |
| 451679 - | 2013 AZ166               | 16 giugno 2010    | Mt. Lemmon Survey |
| 451680 - | 2013 BN9                 | 5 dicembre 2008   | Spacewatch        |
| 451681 - | 2013 BJ12                | 5 dicembre 2008   | Spacewatch        |
| 451682 - | 2013 BK22                | 18 luglio 2007    | Mt. Lemmon Survey |
| 451683 - | 2013 BA49                | 29 dicembre 2008  | Spacewatch        |
| 451684 - | 2013 BV63                | 31 gennaio 2006   | Spacewatch        |
| 451685 - | 2013 BK66                | 9 gennaio 2013    | Spacewatch        |
| 451686 - | 2013 BR67                | 30 novembre 2008  | Mt. Lemmon Survey |
| 451687 - | 2013 BF68                | 5 dicembre 2008   | Spacewatch        |
| 451688 - | 2013 BV71                | 6 dicembre 2005   | Spacewatch        |
| 451689 - | 2013 BB76                | 22 febbraio 2010  | WISE              |
| 451690 - | 2013 CC6                 | 5 gennaio 2013    | Spacewatch        |
| 451691 - | 2013 CG6                 | 27 febbraio 2006  | Mt. Lemmon Survey |
| 451692 - | 2013 CO9                 | 27 ottobre 2008   | Spacewatch        |
| 451693 - | 2013 CO11                | 25 gennaio 2006   | Spacewatch        |
| 451694 - | 2013 CG22                | 10 aprile 2010    | Mt. Lemmon Survey |
| 451695 - | 2013 CL29                | 1º gennaio 2009   | Mt. Lemmon Survey |
| 451696 - | 2013 CH34                | 12 dicembre 2012  | Spacewatch        |
| 451697 - | 2013 CC39                | 23 dicembre 2001  | Spacewatch        |
| 451698 - | 2013 CZ41                | 12 settembre 2004 | Spacewatch        |
| 451699 - | 2013 CX49                | 25 settembre 2008 | Mt. Lemmon Survey |
| 451700 - | 2013 CY60                | 1º marzo 2009     | Mt. Lemmon Survey |

## 451701-451800
| Nome     | Designazione provvisoria | Data di scoperta  | Scopritore        |
| -------- | ------------------------ | ----------------- | ----------------- |
| 451701 - | 2013 CL65                | 21 dicembre 2008  | Spacewatch        |
| 451702 - | 2013 CN66                | 10 marzo 2005     | Mt. Lemmon Survey |
| 451703 - | 2013 CC67                | 30 ottobre 2008   | Mt. Lemmon Survey |
| 451704 - | 2013 CL72                | 18 novembre 2011  | Mt. Lemmon Survey |
| 451705 - | 2013 CN73                | 7 gennaio 2013    | Spacewatch        |
| 451706 - | 2013 CN89                | 6 febbraio 2013   | Spacewatch        |
| 451707 - | 2013 CL106               | 2 dicembre 2008   | Spacewatch        |
| 451708 - | 2013 CZ107               | 19 ottobre 2011   | Mt. Lemmon Survey |
| 451709 - | 2013 CN116               | 19 dicembre 2007  | Spacewatch        |
| 451710 - | 2013 CF118               | 3 novembre 2011   | Mt. Lemmon Survey |
| 451711 - | 2013 CC119               | 8 ottobre 2008    | Mt. Lemmon Survey |
| 451712 - | 2013 CB127               | 7 ottobre 2004    | Spacewatch        |
| 451713 - | 2013 CE132               | 25 ottobre 2008   | Spacewatch        |
| 451714 - | 2013 CO147               | 11 gennaio 2002   | Spacewatch        |
| 451715 - | 2013 CV161               | 22 dicembre 2008  | Spacewatch        |
| 451716 - | 2013 CE171               | 18 novembre 2008  | Spacewatch        |
| 451717 - | 2013 CZ175               | 13 febbraio 2002  | Spacewatch        |
| 451718 - | 2013 CB179               | 7 settembre 2011  | Spacewatch        |
| 451719 - | 2013 CC179               | 7 febbraio 2002   | Spacewatch        |
| 451720 - | 2013 CL184               | 31 dicembre 2008  | Mt. Lemmon Survey |
| 451721 - | 2013 CO186               | 4 gennaio 2006    | Mt. Lemmon Survey |
| 451722 - | 2013 CA209               | 1º febbraio 2013  | Spacewatch        |
| 451723 - | 2013 CD216               | 15 gennaio 2008   | Mt. Lemmon Survey |
| 451724 - | 2013 CS219               | 16 gennaio 2009   | Mt. Lemmon Survey |
| 451725 - | 2013 DE10                | 10 settembre 2007 | Spacewatch        |
| 451726 - | 2013 DH14                | 19 settembre 2006 | Spacewatch        |
| 451727 - | 2013 EY6                 | 8 marzo 2005      | Mt. Lemmon Survey |
| 451728 - | 2013 EP7                 | 24 settembre 2004 | Spacewatch        |
| 451729 - | 2013 ED8                 | 25 gennaio 2009   | Spacewatch        |
| 451730 - | 2013 EZ14                | 29 dicembre 2008  | Spacewatch        |
| 451731 - | 2013 EZ19                | 13 gennaio 2013   | CSS               |
| 451732 - | 2013 EX20                | 25 marzo 2006     | Spacewatch        |
| 451733 - | 2013 EP21                | 29 dicembre 2008  | Mt. Lemmon Survey |
| 451734 - | 2013 EC23                | 27 settembre 2006 | Mt. Lemmon Survey |
| 451735 - | 2013 EQ24                | 10 dicembre 2004  | Spacewatch        |
| 451736 - | 2013 ES24                | 5 marzo 2013      | Spacewatch        |
| 451737 - | 2013 EH25                | 2 ottobre 2006    | Mt. Lemmon Survey |
| 451738 - | 2013 EP26                | 26 aprile 2006    | Spacewatch        |
| 451739 - | 2013 EH32                | 17 aprile 2009    | Spacewatch        |
| 451740 - | 2013 EA38                | 16 febbraio 2013  | Spacewatch        |
| 451741 - | 2013 EO38                | 1º marzo 2009     | Spacewatch        |
| 451742 - | 2013 ER40                | 26 gennaio 2006   | CSS               |
| 451743 - | 2013 EO45                | 20 gennaio 2009   | CSS               |
| 451744 - | 2013 EG58                | 22 ottobre 2011   | Spacewatch        |
| 451745 - | 2013 EA64                | 17 novembre 1998  | Spacewatch        |
| 451746 - | 2013 EH67                | 31 gennaio 2009   | Mt. Lemmon Survey |
| 451747 - | 2013 EE75                | 7 maggio 2005     | Mt. Lemmon Survey |
| 451748 - | 2013 EC83                | 5 marzo 2008      | Mt. Lemmon Survey |
| 451749 - | 2013 EQ85                | 2 aprile 2006     | Spacewatch        |
| 451750 - | 2013 EG88                | 23 aprile 2009    | Mt. Lemmon Survey |
| 451751 - | 2013 EM92                | 13 novembre 2007  | Mt. Lemmon Survey |
| 451752 - | 2013 EF93                | 19 dicembre 2003  | Spacewatch        |
| 451753 - | 2013 EP97                | 18 gennaio 2009   | Spacewatch        |
| 451754 - | 2013 EG101               | 18 dicembre 2001  | Spacewatch        |
| 451755 - | 2013 ET104               | 16 gennaio 2009   | Spacewatch        |
| 451756 - | 2013 EL105               | 26 settembre 2011 | Mt. Lemmon Survey |
| 451757 - | 2013 ER106               | 12 ottobre 2007   | Mt. Lemmon Survey |
| 451758 - | 2013 EW113               | 17 novembre 2006  | Mt. Lemmon Survey |
| 451759 - | 2013 EH121               | 28 febbraio 2009  | Mt. Lemmon Survey |
| 451760 - | 2013 ED122               | 13 ottobre 2007   | Mt. Lemmon Survey |
| 451761 - | 2013 FE1                 | 10 ottobre 2004   | Spacewatch        |
| 451762 - | 2013 FA7                 | 9 marzo 2008      | Mt. Lemmon Survey |
| 451763 - | 2013 FO11                | 17 giugno 2009    | Spacewatch        |
| 451764 - | 2013 FK18                | 27 ottobre 2006   | Mt. Lemmon Survey |
| 451765 - | 2013 FU21                | 10 marzo 2005     | Mt. Lemmon Survey |
| 451766 - | 2013 FY24                | 9 marzo 2007      | Mt. Lemmon Survey |
| 451767 - | 2013 FP26                | 15 dicembre 1998  | ODAS              |
| 451768 - | 2013 FU26                | 2 novembre 2007   | Spacewatch        |
| 451769 - | 2013 GB4                 | 3 dicembre 2008   | Mt. Lemmon Survey |
| 451770 - | 2013 GB13                | 2 aprile 2009     | Mt. Lemmon Survey |
| 451771 - | 2013 GJ19                | 12 aprile 2005    | Mt. Lemmon Survey |
| 451772 - | 2013 GP24                | 3 maggio 2008     | Mt. Lemmon Survey |
| 451773 - | 2013 GU36                | 14 gennaio 2008   | Spacewatch        |
| 451774 - | 2013 GL62                | 23 ottobre 2006   | Spacewatch        |
| 451775 - | 2013 GA64                | 7 aprile 2006     | Spacewatch        |
| 451776 - | 2013 GN71                | 13 marzo 2007     | Mt. Lemmon Survey |
| 451777 - | 2013 GW85                | 17 aprile 2009    | CSS               |
| 451778 - | 2013 GM91                | 11 dicembre 2004  | CINEOS            |
| 451779 - | 2013 GG92                | 17 marzo 2007     | CSS               |
| 451780 - | 2013 GP92                | 28 gennaio 2004   | LINEAR            |
| 451781 - | 2013 GC97                | 21 settembre 2009 | Mt. Lemmon Survey |
| 451782 - | 2013 GJ100               | 11 settembre 2010 | Mt. Lemmon Survey |
| 451783 - | 2013 GW100               | 25 settembre 2009 | Spacewatch        |
| 451784 - | 2013 GK109               | 16 gennaio 2008   | Mt. Lemmon Survey |
| 451785 - | 2013 GJ113               | 30 ottobre 2010   | Spacewatch        |
| 451786 - | 2013 GR123               | 13 dicembre 2007  | LINEAR            |
| 451787 - | 2013 GD124               | 14 ottobre 2010   | Mt. Lemmon Survey |
| 451788 - | 2013 GV124               | 13 febbraio 2008  | Spacewatch        |
| 451789 - | 2013 GN129               | 18 settembre 2003 | Spacewatch        |
| 451790 - | 2013 GY132               | 11 novembre 2006  | Mt. Lemmon Survey |
| 451791 - | 2013 GH136               | 14 aprile 2013    | Mt. Lemmon Survey |
| 451792 - | 2013 HC5                 | 15 ottobre 2004   | Spacewatch        |
| 451793 - | 2013 HG9                 | 3 febbraio 2008   | Spacewatch        |
| 451794 - | 2013 HA10                | 1º marzo 2008     | Mt. Lemmon Survey |
| 451795 - | 2013 HS17                | 12 febbraio 2012  | Mt. Lemmon Survey |
| 451796 - | 2013 HU19                | 18 gennaio 2008   | Mt. Lemmon Survey |
| 451797 - | 2013 HH21                | 29 ottobre 2010   | Mt. Lemmon Survey |
| 451798 - | 2013 HT23                | 5 aprile 2000     | LINEAR            |
| 451799 - | 2013 HP27                | 27 settembre 2006 | Spacewatch        |
| 451800 - | 2013 HJ29                | 25 novembre 2005  | Spacewatch        |

## 451801-451900
| Nome     | Designazione provvisoria | Data di scoperta  | Scopritore           |
| -------- | ------------------------ | ----------------- | -------------------- |
| 451801 - | 2013 HA30                | 14 maggio 2008    | Mt. Lemmon Survey    |
| 451802 - | 2013 HM30                | 21 settembre 2009 | Mt. Lemmon Survey    |
| 451803 - | 2013 HM32                | 25 settembre 2000 | Spacewatch           |
| 451804 - | 2013 HT42                | 25 novembre 2006  | Spacewatch           |
| 451805 - | 2013 HB43                | 10 settembre 2010 | Mt. Lemmon Survey    |
| 451806 - | 2013 HH43                | 15 dicembre 2006  | Spacewatch           |
| 451807 - | 2013 HQ43                | 6 marzo 2008      | Mt. Lemmon Survey    |
| 451808 - | 2013 HM46                | 19 gennaio 2004   | Spacewatch           |
| 451809 - | 2013 HX47                | 22 settembre 2009 | Spacewatch           |
| 451810 - | 2013 HQ55                | 22 settembre 2009 | Spacewatch           |
| 451811 - | 2013 HD56                | 19 ottobre 2006   | Mt. Lemmon Survey    |
| 451812 - | 2013 HK56                | 8 febbraio 2008   | Spacewatch           |
| 451813 - | 2013 HH61                | 2 novembre 2007   | Spacewatch           |
| 451814 - | 2013 HM61                | 28 settembre 2006 | Mt. Lemmon Survey    |
| 451815 - | 2013 HO61                | 15 settembre 2010 | Spacewatch           |
| 451816 - | 2013 HL67                | 17 ottobre 2010   | Mt. Lemmon Survey    |
| 451817 - | 2013 HZ88                | 12 febbraio 2008  | Spacewatch           |
| 451818 - | 2013 HW90                | 8 settembre 2010  | Spacewatch           |
| 451819 - | 2013 HR95                | 15 aprile 2008    | Mt. Lemmon Survey    |
| 451820 - | 2013 HJ104               | 16 dicembre 2007  | Mt. Lemmon Survey    |
| 451821 - | 2013 HK115               | 15 settembre 2010 | Spacewatch           |
| 451822 - | 2013 HY116               | 16 agosto 2009    | Spacewatch           |
| 451823 - | 2013 HL117               | 2 novembre 2010   | Mt. Lemmon Survey    |
| 451824 - | 2013 HL119               | 22 ottobre 2006   | Spacewatch           |
| 451825 - | 2013 HA122               | 27 novembre 2006  | Spacewatch           |
| 451826 - | 2013 HL131               | 31 ottobre 2006   | Mt. Lemmon Survey    |
| 451827 - | 2013 HY132               | 18 febbraio 2008  | Mt. Lemmon Survey    |
| 451828 - | 2013 HC150               | 3 ottobre 2010    | Spacewatch           |
| 451829 - | 2013 JG5                 | 9 maggio 2002     | LINEAR               |
| 451830 - | 2013 JC8                 | 11 aprile 2013    | Spacewatch           |
| 451831 - | 2013 JB9                 | 10 novembre 2010  | Mt. Lemmon Survey    |
| 451832 - | 2013 JU11                | 4 maggio 2013     | Mt. Lemmon Survey    |
| 451833 - | 2013 JF13                | 13 dicembre 2010  | Mt. Lemmon Survey    |
| 451834 - | 2013 JO18                | 17 novembre 2001  | Spacewatch           |
| 451835 - | 2013 JL20                | 6 febbraio 2000   | LINEAR               |
| 451836 - | 2013 JW29                | 24 ottobre 2011   | Mt. Lemmon Survey    |
| 451837 - | 2013 JV32                | 28 gennaio 2003   | LINEAR               |
| 451838 - | 2013 JL36                | 28 gennaio 2007   | Spacewatch           |
| 451839 - | 2013 JT40                | 13 aprile 2013    | Spacewatch           |
| 451840 - | 2013 JM41                | 2 dicembre 2010   | Spacewatch           |
| 451841 - | 2013 KR2                 | 29 agosto 2006    | Spacewatch           |
| 451842 - | 2013 KV9                 | 16 settembre 2009 | Mt. Lemmon Survey    |
| 451843 - | 2013 KD11                | 15 maggio 2004    | LINEAR               |
| 451844 - | 2013 KL14                | 12 novembre 2006  | Mt. Lemmon Survey    |
| 451845 - | 2013 LW3                 | 30 novembre 2010  | Mt. Lemmon Survey    |
| 451846 - | 2013 LK5                 | 25 marzo 2007     | Mt. Lemmon Survey    |
| 451847 - | 2013 LQ10                | 4 dicembre 2010   | Mt. Lemmon Survey    |
| 451848 - | 2013 LG18                | 16 ottobre 2006   | Spacewatch           |
| 451849 - | 2013 MD2                 | 26 marzo 2007     | Spacewatch           |
| 451850 - | 2014 AT32                | 20 febbraio 2009  | Siding Spring Survey |
| 451851 - | 2014 BK38                | 10 gennaio 2007   | Spacewatch           |
| 451852 - | 2014 CE9                 | 26 gennaio 2006   | CSS                  |
| 451853 - | 2014 DF11                | 24 febbraio 2006  | Spacewatch           |
| 451854 - | 2014 DR50                | 18 agosto 2006    | Spacewatch           |
| 451855 - | 2014 DD74                | 23 aprile 2001    | Comba, P. G.         |
| 451856 - | 2014 DM110               | 8 settembre 2004  | CINEOS               |
| 451857 - | 2014 FM                  | 10 settembre 2010 | Spacewatch           |
| 451858 - | 2014 FB56                | 9 maggio 2000     | Spacewatch           |
| 451859 - | 2014 FD68                | 12 settembre 2004 | LINEAR               |
| 451860 - | 2014 GY11                | 6 ottobre 2008    | Mt. Lemmon Survey    |
| 451861 - | 2014 GM17                | 25 aprile 2006    | Spacewatch           |
| 451862 - | 2014 GN38                | 23 aprile 2007    | Spacewatch           |
| 451863 - | 2014 HX1                 | 4 aprile 2005     | CSS                  |
| 451864 - | 2014 HZ2                 | 4 dicembre 2007   | CSS                  |
| 451865 - | 2014 HB14                | 6 dicembre 2012   | Mt. Lemmon Survey    |
| 451866 - | 2014 HE15                | 3 settembre 2007  | CSS                  |
| 451867 - | 2014 HP17                | 18 settembre 1995 | Spacewatch           |
| 451868 - | 2014 HU19                | 20 giugno 2006    | Mt. Lemmon Survey    |
| 451869 - | 2014 HV21                | 10 marzo 2007     | Mt. Lemmon Survey    |
| 451870 - | 2014 HK23                | 30 luglio 2008    | Spacewatch           |
| 451871 - | 2014 HP32                | 7 maggio 2007     | Spacewatch           |
| 451872 - | 2014 HS33                | 12 ottobre 2007   | Mt. Lemmon Survey    |
| 451873 - | 2014 HS37                | 28 marzo 2014     | Mt. Lemmon Survey    |
| 451874 - | 2014 HH41                | 9 marzo 2007      | Spacewatch           |
| 451875 - | 2014 HS41                | 10 agosto 2007    | Spacewatch           |
| 451876 - | 2014 HR44                | 15 aprile 2010    | Spacewatch           |
| 451877 - | 2014 HF45                | 21 settembre 2011 | Mt. Lemmon Survey    |
| 451878 - | 2014 HH45                | 30 agosto 2005    | Spacewatch           |
| 451879 - | 2014 HL76                | 13 ottobre 2010   | Spacewatch           |
| 451880 - | 2014 HD77                | 10 settembre 2007 | Mt. Lemmon Survey    |
| 451881 - | 2014 HO103               | 2 febbraio 2006   | Mt. Lemmon Survey    |
| 451882 - | 2014 HF186               | 20 aprile 2007    | Spacewatch           |
| 451883 - | 2014 HO188               | 2 gennaio 2009    | Mt. Lemmon Survey    |
| 451884 - | 2014 JD3                 | 14 settembre 2005 | Spacewatch           |
| 451885 - | 2014 JO7                 | 21 dicembre 2012  | Mt. Lemmon Survey    |
| 451886 - | 2014 JZ19                | 17 febbraio 2010  | Mt. Lemmon Survey    |
| 451887 - | 2014 JT22                | 20 ottobre 2011   | Mt. Lemmon Survey    |
| 451888 - | 2014 JU30                | 24 aprile 2009    | Spacewatch           |
| 451889 - | 2014 JO36                | 14 marzo 2007     | Spacewatch           |
| 451890 - | 2014 JP36                | 17 febbraio 2010  | Spacewatch           |
| 451891 - | 2014 JB37                | 3 maggio 1997     | Spacewatch           |
| 451892 - | 2014 JS39                | 20 novembre 2009  | Mt. Lemmon Survey    |
| 451893 - | 2014 JU41                | 17 settembre 2006 | Spacewatch           |
| 451894 - | 2014 JU43                | 11 maggio 2007    | Mt. Lemmon Survey    |
| 451895 - | 2014 JG52                | 25 aprile 2003    | Spacewatch           |
| 451896 - | 2014 JN54                | 7 ottobre 2004    | Siding Spring Survey |
| 451897 - | 2014 JP55                | 18 ottobre 1999   | Spacewatch           |
| 451898 - | 2014 JY62                | 20 aprile 2010    | Mt. Lemmon Survey    |
| 451899 - | 2014 JM65                | 14 giugno 2010    | Mt. Lemmon Survey    |
| 451900 - | 2014 JD66                | 7 novembre 2008   | Mt. Lemmon Survey    |

## 451901-452000
| Nome     | Designazione provvisoria | Data di scoperta  | Scopritore           |
| -------- | ------------------------ | ----------------- | -------------------- |
| 451901 - | 2014 JG73                | 16 aprile 2001    | Spacewatch           |
| 451902 - | 2014 JZ75                | 31 agosto 2005    | Spacewatch           |
| 451903 - | 2014 JS77                | 24 novembre 2008  | Spacewatch           |
| 451904 - | 2014 KF6                 | 9 settembre 2011  | Spacewatch           |
| 451905 - | 2014 KE8                 | 10 settembre 2007 | Mt. Lemmon Survey    |
| 451906 - | 2014 KV8                 | 7 gennaio 2013    | Mt. Lemmon Survey    |
| 451907 - | 2014 KO18                | 17 giugno 2010    | Mt. Lemmon Survey    |
| 451908 - | 2014 KU21                | 10 febbraio 2011  | CSS                  |
| 451909 - | 2014 KW24                | 20 ottobre 2011   | Mt. Lemmon Survey    |
| 451910 - | 2014 KG26                | 14 aprile 2010    | Spacewatch           |
| 451911 - | 2014 KQ27                | 31 maggio 2010    | WISE                 |
| 451912 - | 2014 KQ33                | 4 giugno 2011     | Mt. Lemmon Survey    |
| 451913 - | 2014 KY33                | 11 gennaio 2008   | Spacewatch           |
| 451914 - | 2014 KU38                | 15 giugno 2010    | Siding Spring Survey |
| 451915 - | 2014 KV53                | 2 maggio 2014     | Mt. Lemmon Survey    |
| 451916 - | 2014 KE55                | 29 settembre 2003 | Spacewatch           |
| 451917 - | 2014 KZ61                | 3 novembre 2005   | Mt. Lemmon Survey    |
| 451918 - | 2014 KM64                | 17 febbraio 2010  | Spacewatch           |
| 451919 - | 2014 KY65                | 21 marzo 2010     | Spacewatch           |
| 451920 - | 2014 KD75                | 20 marzo 2010     | Spacewatch           |
| 451921 - | 2014 KF76                | 13 gennaio 2003   | LINEAR               |
| 451922 - | 2014 KJ80                | 12 marzo 2007     | CSS                  |
| 451923 - | 2014 KK81                | 4 gennaio 2013    | Mt. Lemmon Survey    |
| 451924 - | 2014 KP85                | 24 ottobre 2011   | Mt. Lemmon Survey    |
| 451925 - | 2014 KK89                | 19 giugno 2010    | Mt. Lemmon Survey    |
| 451926 - | 2014 KP90                | 22 ottobre 2009   | CSS                  |
| 451927 - | 2014 KX93                | 27 novembre 2006  | Spacewatch           |
| 451928 - | 2014 LO4                 | 22 settembre 2011 | Spacewatch           |
| 451929 - | 2014 LF12                | 11 marzo 2007     | CSS                  |
| 451930 - | 2014 LC18                | 18 dicembre 2007  | Mt. Lemmon Survey    |
| 451931 - | 2014 LR18                | 22 aprile 1996    | Spacewatch           |
| 451932 - | 2014 LX18                | 6 gennaio 2013    | Mt. Lemmon Survey    |
| 451933 - | 2014 LC23                | 10 settembre 2007 | Mt. Lemmon Survey    |
| 451934 - | 2014 LQ23                | 11 aprile 2007    | Spacewatch           |
| 451935 - | 2014 LD24                | 20 febbraio 2009  | Mt. Lemmon Survey    |
| 451936 - | 2014 LN27                | 3 ottobre 2003    | Spacewatch           |
| 451937 - | 2014 LA28                | 24 dicembre 2005  | Spacewatch           |
| 451938 - | 2014 MF                  | 2 aprile 2010     | WISE                 |
| 451939 - | 2014 MQ1                 | 28 luglio 2011    | Siding Spring Survey |
| 451940 - | 2014 MX6                 | 4 settembre 2010  | LINEAR               |
| 451941 - | 2014 MH7                 | 12 settembre 2007 | CSS                  |
| 451942 - | 2014 MQ8                 | 19 ottobre 2010   | Mt. Lemmon Survey    |
| 451943 - | 2014 MR13                | 22 dicembre 2008  | Spacewatch           |
| 451944 - | 2014 MY13                | 8 maggio 2005     | Spacewatch           |
| 451945 - | 2014 MU14                | 13 marzo 2010     | WISE                 |
| 451946 - | 2014 MW19                | 12 settembre 2007 | Mt. Lemmon Survey    |
| 451947 - | 2014 MR24                | 19 ottobre 2010   | Mt. Lemmon Survey    |
| 451948 - | 2014 MF26                | 27 maggio 2009    | Mt. Lemmon Survey    |
| 451949 - | 2014 MH26                | 25 maggio 2009    | Spacewatch           |
| 451950 - | 2014 MZ27                | 13 gennaio 1996   | Spacewatch           |
| 451951 - | 2014 MH31                | 30 ottobre 2010   | Spacewatch           |
| 451952 - | 2014 MS37                | 13 gennaio 2010   | WISE                 |
| 451953 - | 2014 MZ40                | 24 settembre 2009 | Mt. Lemmon Survey    |
| 451954 - | 2014 ML43                | 22 settembre 2009 | CSS                  |
| 451955 - | 2014 MR46                | 8 maggio 2014     | Mt. Lemmon Survey    |
| 451956 - | 2014 MG52                | 21 ottobre 2006   | Mt. Lemmon Survey    |
| 451957 - | 2014 MR53                | 15 novembre 2009  | Siding Spring Survey |
| 451958 - | 2014 MB58                | 27 agosto 2009    | Spacewatch           |
| 451959 - | 2014 MN59                | 3 dicembre 2010   | Mt. Lemmon Survey    |
| 451960 - | 2014 MR59                | 10 dicembre 2005  | Spacewatch           |
| 451961 - | 2014 MS60                | 3 marzo 2006      | Spacewatch           |
| 451962 - | 2014 MO61                | 21 gennaio 2012   | CSS                  |
| 451963 - | 2014 MR61                | 4 gennaio 2012    | Mt. Lemmon Survey    |
| 451964 - | 2014 NR3                 | 10 agosto 2010    | Spacewatch           |
| 451965 - | 2014 NS9                 | 30 settembre 2010 | Mt. Lemmon Survey    |
| 451966 - | 2014 NC16                | 28 gennaio 2010   | WISE                 |
| 451967 - | 2014 NV20                | 29 febbraio 2000  | LINEAR               |
| 451968 - | 2014 NP21                | 24 maggio 2014    | Mt. Lemmon Survey    |
| 451969 - | 2014 NS22                | 27 gennaio 2007   | Spacewatch           |
| 451970 - | 2014 NF24                | 20 novembre 2003  | Spacewatch           |
| 451971 - | 2014 NT26                | 19 novembre 2006  | Spacewatch           |
| 451972 - | 2014 NM28                | 16 giugno 2009    | Mt. Lemmon Survey    |
| 451973 - | 2014 NF29                | 14 dicembre 2010  | Mt. Lemmon Survey    |
| 451974 - | 2014 NO30                | 31 gennaio 2006   | Mt. Lemmon Survey    |
| 451975 - | 2014 NP34                | 14 marzo 2007     | Spacewatch           |
| 451976 - | 2014 NU35                | 14 marzo 2012     | Mt. Lemmon Survey    |
| 451977 - | 2014 NT39                | 2 ottobre 2006    | Mt. Lemmon Survey    |
| 451978 - | 2014 NN42                | 1º novembre 2007  | Spacewatch           |
| 451979 - | 2014 NY43                | 8 maggio 2008     | Mt. Lemmon Survey    |
| 451980 - | 2014 NT44                | 15 marzo 2012     | Mt. Lemmon Survey    |
| 451981 - | 2014 NS49                | 8 novembre 2010   | Mt. Lemmon Survey    |
| 451982 - | 2014 NN55                | 16 agosto 2009    | Spacewatch           |
| 451983 - | 2014 NS56                | 22 aprile 2007    | CSS                  |
| 451984 - | 2014 NP58                | 10 aprile 2013    | Mt. Lemmon Survey    |
| 451985 - | 2014 NS60                | 15 maggio 2005    | Mt. Lemmon Survey    |
| 451986 - | 2014 NC62                | 1º ottobre 2006   | Spacewatch           |
| 451987 - | 2014 NL62                | 4 febbraio 2009   | Mt. Lemmon Survey    |
| 451988 - | 2014 NM62                | 10 dicembre 2005  | Spacewatch           |
| 451989 - | 2014 NR62                | 12 ottobre 2010   | Mt. Lemmon Survey    |
| 451990 - | 2014 OU12                | 7 febbraio 2008   | Spacewatch           |
| 451991 - | 2014 OX13                | 14 settembre 2007 | LONEOS               |
| 451992 - | 2014 OX14                | 5 marzo 2008      | Spacewatch           |
| 451993 - | 2014 OZ19                | 5 novembre 2007   | Mt. Lemmon Survey    |
| 451994 - | 2014 OH20                | 13 marzo 2013     | Spacewatch           |
| 451995 - | 2014 OM26                | 30 dicembre 2005  | Spacewatch           |
| 451996 - | 2014 OG30                | 27 gennaio 2006   | Spacewatch           |
| 451997 - | 2014 OR35                | 7 febbraio 2006   | Spacewatch           |
| 451998 - | 2014 OH37                | 17 febbraio 2013  | Spacewatch           |
| 451999 - | 2014 OA39                | 5 ottobre 2004    | Spacewatch           |
| 452000 - | 2014 OQ45                | 25 dicembre 2005  | Spacewatch           |